# Панта Радивојевић
Пантелија Радивојевић (Ресник, 1933 — Ресник, 13. мај 2004) био је српски музичар, композитор и текстописац. Уз Драгишу Недовића, представља једног од највећих текстописаца традиционалне српске народне музике.

## Биографија
Пантелија Панта Радивојевић рођен је у Реснику код Крагујевца 1933. године. Скоро цио радни вијек управљао је грађевинским машинама за градњу путева, а најчешће је то био ваљак. Радио је у Предузећу за путеве Крагујевац и, осим ваљцима, управљао је багерима, грејдерима и финишерима. Многе пјесме написао је управљајући овим машинама. Тако је пјесма Слику твоју љубим настала док је радио на путу Краљево–Врњачка Бања, док је пјесма Љубав ми срце мори настала на путу Крагујевац–Баточина. Био је предсједник радничког савјета, као и синдикални вођа у свом предузећу. Након пензионисања, наставио је живјети у родном селу, гдје се бавио узгојем коза.
Био је чест гост крагујевачких кафана, па је имао надимак Реснички боем. Поред писања пјесама, бавио се и писањем поезије, афоризама, епиграма, сатиричних прича, хумореска, које је објављивао у локалним и националним новинама. Књижевни клуб „Катарина Богдановић” 2000. године објавио је Радивојевићеву збирку пјесама Небо над Бозманом, коју је Панта посветио рано преминулој кћерки Миланки.
Иако је био велики текстописац, Панта Радивојевић није имао дара за пјевање. Поред писања пјесама, аматерски се бавио глумом.
На његове стихове снимљено је преко 650 пјесама. По неким изворима, снимљено их је више од хиљаду. Званично, Панта Радивојевић има ауторска права на 697 пјесама. Током своје каријере, највише је сарађивао са композитором Миодрагом Тодоровићем Крњевцем. Његове пјесме су снимили Лепа Лукић, Силвана Арменулић, Мирјана Барјактаревић, Нада Мамула, Душица Билкић, Аземина Грбић, Анђелка Говедаровић, Јасна Кочијашевић, Вера Ивковић, Снежана Ђуришић, Вера Матовић, Изворинка Милошевић, Бранка Шћепановић, Група Ђердан, Рокери с Мораву, Браћа Бајић, Предраг Цуне Гојковић, Тома Здравковић, Хашим Кучук Хоки, Гвозден Радичевић, Раде Петровић, Раша Павловић, Новица Неговановић, Станиша Стошић, Мирко Рондовић, Исмет Крцић, Љубомир Ђуровић, Неџад Салковић, Сафет Исовић, Борислав Зорић Личанин, Бора Дрљача, Недељко Билкић, Маринко Роквић, Милош Бојанић, Шериф Коњевић, Мирослав Илић, Милан Бабић, Срећко Јововић, Радиша Урошевић и многи други.
Панта Радивојевић се сматра музичким оцем Радише Урошевића, чији је био комшија из села. То призна и сам Радиша. Прву своју плочу Радиша је урадио са Пантом Радивојевићем, а Панта му је написао укупно 15 пјесама.
Панта Радивојевић је био ожењен и имао је ћерку Миланку, од које има унука Филипа.
Умро је 13. маја 2004. године у родном Реснику код Крагујевца. Сахрањен је на крагујевачком гробљу Бозман.

## Пјесме

### Текст
- Љубав ми срце мори (Предраг Цуне Гојковић)[21]
- Пролази јесен (Сафет Исовић;[46] Маринко Роквић,[47] Бора Дрљача)[48]
- Ако ме још волиш (Маринко Роквић)[37]
- Загонетко моја (Маринко Роквић)[49]
- Слику твоју љубим (Тома Здравковић)[22]
- Од синоћ те чекам (Бора Дрљача)[50]
- Отишла си, е, па нека (Љубомир Ђуровић)[31]

### Музика и текст
- Полетела птица голубица (Радиша Урошевић)